# サックヴィル・レーン＝フォックス (政治家)
サックヴィル・ウォルター・レーン＝フォックス（英: Sackville Walter Lane-Fox、1797年3月24日 – 1874年8月18日）は、イギリスの政治家。第6代リーズ公爵の娘と結婚したことで公爵の後援を受け、庶民院議員に当選した。イングランド国教会を擁護したものの、年を取るにつれてその擁護が奇矯になり、1843年には首相ロバート・ピールへの手紙で「キリストの再臨が近い」と述べた。
結婚により子女がリーズ公爵の従属爵位であったコンヤーズ男爵位とダーシー・ド・ネイス男爵位の継承権を得て、晩年に長男が爵位を継承している。

## 生涯
ジェームズ・フォックス＝レーンと妻マーシア・ルーシー（Marcia Lucy、1822年8月5日没、初代リヴァーズ男爵ジョージ・ピットの娘）の三男として、1797年3月24日に生まれた。1811年よりイートン・カレッジで教育を受けた。
1814年に中尉（ensign and lieutenant）としてグレナディアガーズに入隊、1820年7月6日に大尉（lieutenant and captain）への辞令を購入して昇進した。1822年に軍務から引退した。
1826年6月22日、シャーロット・メアリー・アン・ジョージアナ・オズボーン（Charlotte Mary Anne Georgiana Osborne、1801年7月16日 – 1836年1月17日、第6代リーズ公爵ジョージ・オズボーンの娘）と結婚、2男3女をもうけた。
- サックヴィル・ジョージ（1827年9月14日 – 1888年8月24日） - 第12代コンヤーズ男爵、法律上の第15代ダーシー・ド・ネイス男爵[2]
- マーシア・フレデリカ・イザベラ（1829年5月11日 – 1850年12月25日[5]）
- チャールズ・ピアポント・ダーシー（1830年8月25日 – 1874年9月13日） - 1859年6月22日、ルイーザ・エマ・フェアファクス（Louisa Emma Fairfax、1870年1月30日没、トマス・フェアファクスの娘）と結婚、子供あり[6]
- エリザベス・キャサリン（1832年7月16日[5] – 1879年10月26日） - 1864年7月7日、ロバート・ウェントワース・クラクロフト（Robert Wentworth Cracroft、1905年3月22日没）と結婚[6]
- ローラ・メアリー（1832年7月16日[5] – 1908年2月12日） - 生涯未婚[6]

1831年イギリス総選挙で義父リーズ公爵の支持を受けてヘルストン選挙区から出馬、無投票で当選した。議会では第1回選挙法改正に反対票を投じ、メイヌース大学への助成金にもイングランド国教会擁護の立場から反対した。第1回選挙法改正によりヘルストン選挙区が1人区となったが、レーン＝フォックスは1832年イギリス総選挙で再びヘルストンから出馬、無投票で再選した。1834年イギリス総選挙をもって議員を退任した。
1840年1月、ビヴァリー選挙区の補欠選挙に出馬して、556票を得て当選したが、翌年の総選挙では489票（得票数3位）で落選した。1842年8月、イプスウィッチ選挙区の選挙無効が宣告されたことによる再選挙で641票（得票数2位）を得て議員に返り咲き、1847年の総選挙でビヴァリーに戻って542票（得票数2位）で再選した。1852年イギリス総選挙に出馬せず、議員を退任した。
1859年5月4日に妻の兄にあたる第7代リーズ公爵フランシス・ダーシー＝オズボーンが死去すると、長男サックヴィル・ジョージがコンヤーズ男爵位を継承した。
1874年8月18日に死去した。

## 人物
兄ジョージと同じくギャンブル依存で、賭博では負けるほうが多かった。
1度目の議員期よりイングランド国教会を擁護していたが、『英国議会史』はそれ以降のレーン＝フォックスの国教会擁護を「奇矯で妄想めいた」と形容し、例として1843年の首相ロバート・ピールへの手紙で「キリストの再臨が近い」と述べたことを挙げた。